# Larry Hankin
Larry Hankin (New York, 7 dicembre 1937) è un attore, sceneggiatore e regista statunitense.

## Biografia
Nato a New York, Hankin prese una laurea in disegno industriale all'Università di Syracuse; artista poliedrico, Hankin oltre ad essere attore è anche uno sceneggiatore, produttore, regista e cantante; Hankin non si è mai sposato e non ha figli. Iniziò la sua carriera come disegnatore nel mondo dello spettacolo prima a New York e poi successivamente a Chicago e a San Francisco, dove cominciò anche a recitare in teatro; tornato poi a New York, intraprese la sua carriera prima in televisione e poi al cinema, che lo vide esordire in film come Appuntamento sotto il letto (1968) e Riprendiamoci Forte Alamo! (1969).
Hankin è però ricordato soprattutto nel film Fuga da Alcatraz (1979), accanto a Clint Eastwood, dove interpretò il detenuto Charley Butts; in seguito l'attore lavorò in svariati film come il teso thriller Condannato a morte per mancanza di indizi (1983), accanto a Michael Douglas, le commedie Una perfetta coppia di svitati (1986) con Billy Crystal, Un biglietto in due (1987) con Steve Martin e Un amore rinnovato (1988) con Kevin Bacon, ma ottenne anche altri ruoli in film famosi come il romantico Pretty Woman (1990) con Julia Roberts, la commedia famigliare Mamma, ho perso l'aereo (1990) con Macaulay Culkin, e il film d'azione Colpi proibiti (1990) con Jean-Claude Van Damme.
Successivamente apparve in ruoli di supporto in film come il fantascientifico L'Uomo Ombra (1994) con Alec Baldwin e John Lone, il film commedia Billy Madison (1995) con Adam Sandler, mentre nel nuovo millennio lavorò nel thriller The Alphabet Killer (2008) con Eliza Dushku e il film d'azione Pain & Gain - Muscoli e denaro (2013), accanto a Mark Wahlberg. Hankin lavorò anche per la televisione e recitò in svariate serie TV famose, tra le quali si ricordano Seinfeld, Friends, Walker Texas Ranger, E.R. - Medici in prima linea, Detective Monk, Weird Science, Lois & Clark - Le nuove avventure di Superman, Dragnet, Matlock, Due come noi, Hunter e moltissime altre.

## Filmografia parziale

### Cinema
- Appuntamento sotto il letto (Yours, Mine and Ours), regia di Melville Shavelson (1968)
- Uffa papà quanto rompi! (How Sweet It Is!), regia di Jerry Paris (1968)
- Riprendiamoci Forte Alamo! (Viva Max), regia di Jerry Paris (1969)
- Una squillo per quattro svitati (Steelyard Blues), regia di Alan Myerson (1973)
- Fuga da Alcatraz (Escape from Alcatraz), regia di Don Siegel (1979)
- Lo straccione (The Jerk), regia di Carl Reiner (1979)
- Doctor Dracula, regia di Paul Aratow, Al Adamson (1981)
- Annie, regia di John Huston (1982)
- La stangata II (The Sting II), regia di Jeremy Kagan (1983)
- Condannato a morte per mancanza di indizi (The Star Chamber), regia di Peter Hyams (1983)
- Sacco a pelo a tre piazze (The Sure Thing), regia di Rob Reiner (1985)
- Una perfetta coppia di svitati (Running Scared), regia di Peter Hyams (1986)
- Pazzi da legare (Armed and Dangerous), regia di Mark L. Lester (1986)
- Ratboy, regia di Sondra Locke (1986)
- Donne amazzoni sulla Luna (Amazon Women on the Moon), di registi vari (1987)
- Un biglietto in due (Planes, Trains and Automobiles), regia di John Hughes (1987)
- Un amore rinnovato (She's Having a Baby), regia di John Hughes (1988)
- Pretty Woman, regia di Garry Marshall (1990)
- Colpi proibiti (Death Warrant), regia di Deran Sarafian (1990)
- Mamma, ho perso l'aereo (Home alone), regia di Chris Columbus (1990)
- Ma capita tutto a me? (Out on a Limb), regia di Francis Veber (1992)
- L'Uomo Ombra (The Shadow), regia di Russell Mulcahy (1994)
- Prehysteria! 2, regia di Albert Band (1994)
- Billy Madison, regia di Tamra Davis (1995)
- Las Vegas - Una vacanza al casinò (Vegas Vacation), regia di Stephen Kessler (1997)
- Traffico di diamanti (Money Talks), regia di Brett Ratner (1997)
- Nobel Son - Un colpo da Nobel (Nobel Son), regia di Randall Miller (2007)
- The Alphabet Killer, regia di Rob Schmidt (2008)
- Pain & Gain - Muscoli e denaro, regia di Michael Bay (2013)
- El Camino - Il film di Breaking Bad (El Camino: A Breaking Bad Movie), regia di Vince Gilligan (2019)

### Televisione
- La famiglia Bradford (Eight is Enough) - serie TV, 2 episodi (1978-1981)
- Storie incredibili (Amazing Stories) - serie TV, episodio 1x04 (1985)
- Hunter - serie TV, 2 episodi (1985)
- Joe Bash - serie TV, 2 episodi (1986)
- Due come noi (Jake and the Fatman) - serie TV, 3 episodi (1987)
- Matlock - serie TV, 1 episodio (1989)
- Dragnet - serie TV, 5 episodi (1990)
- Libertà di reato (Bone N Weasel), regia di Lewis Teague – film TV (1992)
- La famiglia Brock (Picket Fences) - serie TV, 1 episodio (1993)
- Seinfeld - serie TV, 1 episodio (1993)
- Friends - serie TV, 5 episodi (1994-1996)
- Lois & Clark - Le nuove avventure di Superman (Lois & Clark: The New Adventures of Superman) - serie TV, 1 episodio (1995)
- Star Trek: Voyager - serie TV, 3 episodi (1995)
- Claude's Crib - serie TV, 9 episodi (1997)
- Weird Science - serie TV, 2 episodi (1997)
- Walker Texas Ranger - serie TV, 1 episodio (2001)
- E.R. - Medici in prima linea (ER) - serie TV, 1 episodio (2002)
- Malcolm - serie TV, 1 episodio (2003)
- Joan of Arcadia - serie TV, 3 episodi (2003-2005)
- Detective Monk (Monk) - serie TV, episodio 2x13 (2004)
- Wanted - serie TV, 1 episodio (2005)
- My Name Is Earl - serie TV, 1 episodio (2006)
- The Last Hand - serie TV, 6 episodi (2010-2011)
- Breaking Bad - serie TV, 2 episodi (2010-2012)
- Dwelling - serie TV, 3 episodi (2013)
- Random Acts - serie TV, 1 episodio (2013)
- Vegas - serie TV, 1 episodio (2013)
- You'll Be Fine - serie TV, 1 episodio (2014)
- Barry - serie TV, episodio 1x03 (2018)
- Friends: The Reunion, regia di Ben Winston - special TV (2021)

## Riconoscimenti
- 1980 – Candidatura al miglior cortometraggio per Solly's Diner (1980)[2].

## Doppiatori italiani
Nelle versioni in italiano delle opere in cui ha recitato, Larry Hankin è stato doppiato da:
- Oliviero Dinelli in Breaking Bad, El Camino - Il film di Breaking Bad
- Massimo Giuliani in La famiglia Bradford (ep. 2x17)
- Angelo Nicotra in La famiglia Bradford (ep. 5x18)
- Antonio Fattorini in Fuga da Alcatraz
- Piero Tiberi in Sacco a pelo a tre piazze
- Francesco Vairano in Un amore rinnovato
- Stefano Mondini in Mamma, ho perso l'aereo
- Maurizio Reti in Ma capita tutto a me?
- Giorgio Lopez in Friends
- Mino Caprio in Friends (ep. 3x06)
- Giancarlo Padoan in Billy Madison
- Giancarlo Prete in Star Trek: Voyager
- Sergio Graziani in Malcolm
- Massimo Dapporto in Un biglietto in due
- Dante Biagioni in CSI - Scena del crimine  (ep. 13x03)
- Gabriele Martini in Pain & Gain - Muscoli e denaro
- Sergio Lucchetti in Barry
- Roberto Fidecaro in Friends: The Reunion